# Род-Айленд
Род-А́йленд (англ. Rhode Island, американское произношение: [ˌroʊd ˈaɪlənd] (слушать)о файле), официальное название Штат Род-Айленд (англ. The State of Rhode Island) — штат США, входящий в регион Новая Англия и расположенный на берегу Атлантического океана. Является самым маленьким по площади штатом США, однако по численности населения превосходит семь других штатов.
Род-Айленд был одной из 13 американских колоний, восставших против Англии. Первоначально штат состоял из двух частей: Провиденские плантации (материковая часть штата, крупнейший город — Провиденс) и Остров Род (островная часть, крупнейший город — Ньюпорт). До 2020 года полное официальное название штата включало в себя слова «и Провиденские плантации», однако по результатам референдума эти слова были исключены, поскольку слово «плантации» вызывает ассоциации с рабством в США.

## История
Колония Род-Айленд была основана в 1636 году Роджером Уильямсом после того, как он был изгнан из Колонии Массачусетского залива из-за его религиозных взглядов. Он поселился на мысе, ограждающем залив Наррагансетт возле реки Мошасак (Moshassuck), назвав это место Провиденс и объявив там свободу вероисповедания для баптистских поселенцев.
18 мая 1652 года Род-Айленд принял первый в Северной Америке закон, запрещающий рабство.
Король Англии Карл II даровал Джону Кларку Королевскую Хартию для Род-Айленда. Род-Айленд единственным из 13 колоний получил полную свободу вероисповедания. Право голоса было предоставлено только землевладельцам, что было довольно демократично для того времени, поскольку большинство поселенцев были фермерами.
С началом индустриальной революции в колонии образовался большой класс рабочих, не имевших права голоса. К 1829 году 60 % свободных белых мужчин принадлежали к этой категории. В 1841 году Род-Айленд был единственным штатом США, в котором не все свободные мужчины имели право голоса. Ассамблея штата отказалась принять необходимые поправки, что вызвало вооружённые беспорядки в штате. Они были подавлены, но ассамблея была вынуждена принять новую конституцию штата, давшую право голоса всем мужчинам, которые могли заплатить избирательный налог в 1 доллар.
Род-Айленд был последней из начальных 13 колоний, принявшей Конституцию США (29 мая 1790 года).

## География
Род-Айленд — самый маленький по территории штат США. Его площадь — 3144 км². Род-Айленд расположен на побережье залива Наррагансетт и близлежащих островах. Штат равнинный: средняя высота — около 60 м над уровнем моря, высшая — 247 м (возвышенность Джеримот-Хилл), низшая — 0 м (побережье Атлантического океана). В штате насчитывается 39 городов: 8 крупных и 31 малый.

## Законы и администрация
Столица Род-Айленда — город Провиденс, его губернатор — Дэниел Макки. Два сенатора от Род-Айленда: Джек Рид и Шелдон Уайтхаус (оба демократы). Два представителя в конгрессе: Дэвид Чичиллине (округ 1) и Джеймс Лэнджевин (округ 2), оба демократы.
Штат, как правило, поддерживает демократических кандидатов на президентских выборах.
В 2011 году Род-Айленд стал третьим штатом в США, который принял закон, разрешающий использование медицинской марихуаны.

## Демографическая информация
Согласно официальным данным Бюро переписи населения США, в 2009 году, население штата Род-Айленд составляет 1 053 209 человек. 6,1 % населения штата в возрасте до 5 лет, 23,6 % до 18, 14,5 % старше 65 лет. Женщины составляют 52 % населения.
Лица итальянского происхождения составляют 19 %, ирландского — 18,3 %, французского и франкоканадского — 14,4 %, английского — 12,1 %, португальского — 8,2 %.
Религиозная принадлежность населения:
- Католики — 62 %
- Протестанты — 25 %
- Прочие христиане — 1 %
- Прочие религии — 2 %
- Нерелигиозны — 7 %

Основные протестантские деноминации штата: баптисты (6 % от населения штата), Епископальная церковь США (5 %), методисты (2 %).

## Образование
В Род-Айленде находятся несколько университетов, в том числе всемирно известный Брауновский университет и набирающий популярность Johnson & Wales University, а также Род-Айлендская школа дизайна, университет Брайанта и Провиденский колледж (Providence College). Кроме того, в штате имеется государственный университет Род-Айленда.